# Длиннопёрая палия Световидова
Длиннопёрая па́лия Светови́дова (лат. Salvethymus svetovidovi) — вид пресноводных озёрных лучепёрых рыб из семейства лососёвых (Salmonidae) отряда лососеобразных (Salmoniformes).
Очень редкий вид, узкоареальный эндемик, единственный представитель рода. Обитает в озере Эльгыгытгын на Чукотке (Россия), за его пределами не встречается. Впервые описана в 1990 году российскими ихтиологами И. А. Черешневым и М. Б. Скопцом. Вид назван в честь известного советского (российского) ихтиолога А. Н. Световидова (1903—1985).
Занесена в Красную книгу Международного союза охраны природы в статусе VU — «уязвимый вид».
Небольшая рыба длиной 16,3—33 см и весом до 400 г. Отличительными особенностями являются высокое уплощённое с боков тело, очень короткое горбатое рыло, большие глаза. Нижняя челюсть выдается вперёд, особенно сильно у зрелых самцов. На челюстях, язычной и нёбной костях имеются мощные клыковидные зубы. Плавники очень длинные. Хвостовой плавник широкий, с округлыми лопастями. Голова и туловище тёмно-серые или чёрные, у зрелых рыб — с бронзовым или золотистым отливом. Брюхо и низ головы серые, плавники чёрные, концы их лучей молочно-белые. На теле многочисленные мелкие зеленоватые пятна на спине и белые пятна на теле. Ротовая пасть белая с крупными чёрными крапинами. Во время нереста чернеют.
Обитает у дна, в диапазоне глубин от 50 до 105 м. Придонный планктонофаг. При быстром подъёме к поверхности у неё раздувается плавательный пузырь.
Продолжительность жизни до 30 лет. Среди самцов обнаружены медленно (29 лет, длина 26,2 см, масса 137 г) и быстро растущие (24 года, 33 см, 350 г) особи. Созревает при длине 20 см и массе 150—200 г в возрасте 15—17 лет. Нерест сильно растянут, происходит в течение всего года, на больших (до 105 м) глубинах.